# Vallisneria australis
Vallisneria australis là một loài thực vật có hoa trong họ Hydrocharitaceae. Loài này được S.W.L.Jacobs & Les mô tả khoa học đầu tiên năm 2008.